# Maison natale du maréchal Foch
La maison natale du maréchal Foch est un musée consacré à la mémoire de Ferdinand Foch, situé à Tarbes, dans le département des Hautes-Pyrénées en région Occitanie.
La maison est classée aux monuments historiques en 1938.

## Localisation
La maison natale du maréchal Foch est située dans le quartier du centre-ville (canton de Tarbes 3) au n° 2 rue de la Victoire.

## Description
La maison présente des caractéristiques de la fin d'époque Louis XV, le tout est construit en galets. Le corps de bâtiment comprend une aile en retour sur cour avec une galerie. Porte d'entrée en chêne avec imposte découpée et sculptée. Des pièces conservent des cheminées en noyer de style Louis XV.

## Historique
Le maréchal Foch y vécut les douze premières années de sa vie, son père, Bertrand Jules Napoléon Foch, étant alors secrétaire général de la préfecture des Hautes-Pyrénées.
La maison est devenue musée en mars 1951 à l’occasion du centenaire de la naissance de Foch, la propriété de la maison (anciennement propriété de l'État et ministère de la Culture) a été transférée le 14 mars 2008 à la ville de Tarbes. Elle a eu le label Maisons des Illustres en 2011.

## Galerie d'images

Sélection de vues de la maison natale.
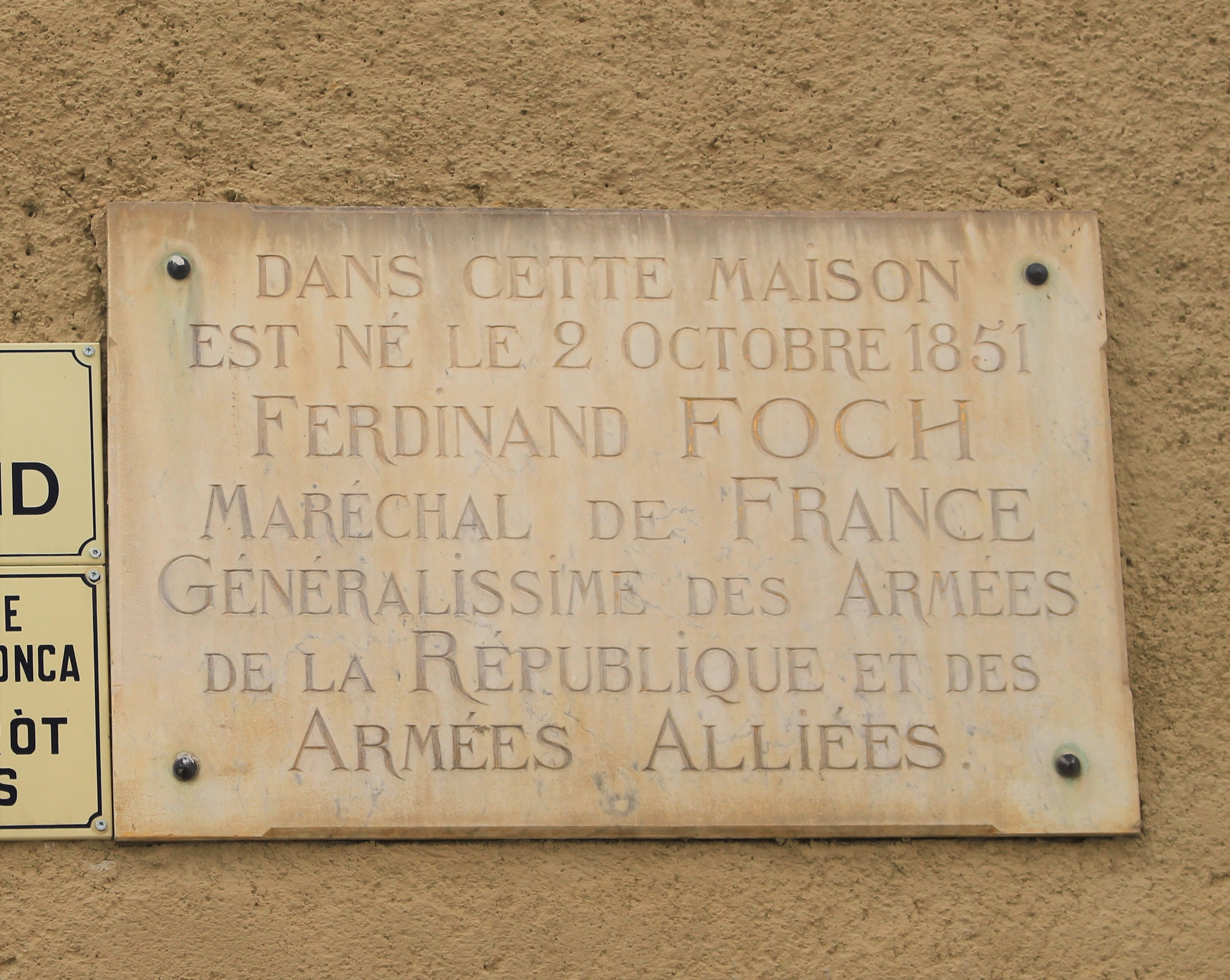
La plaque.
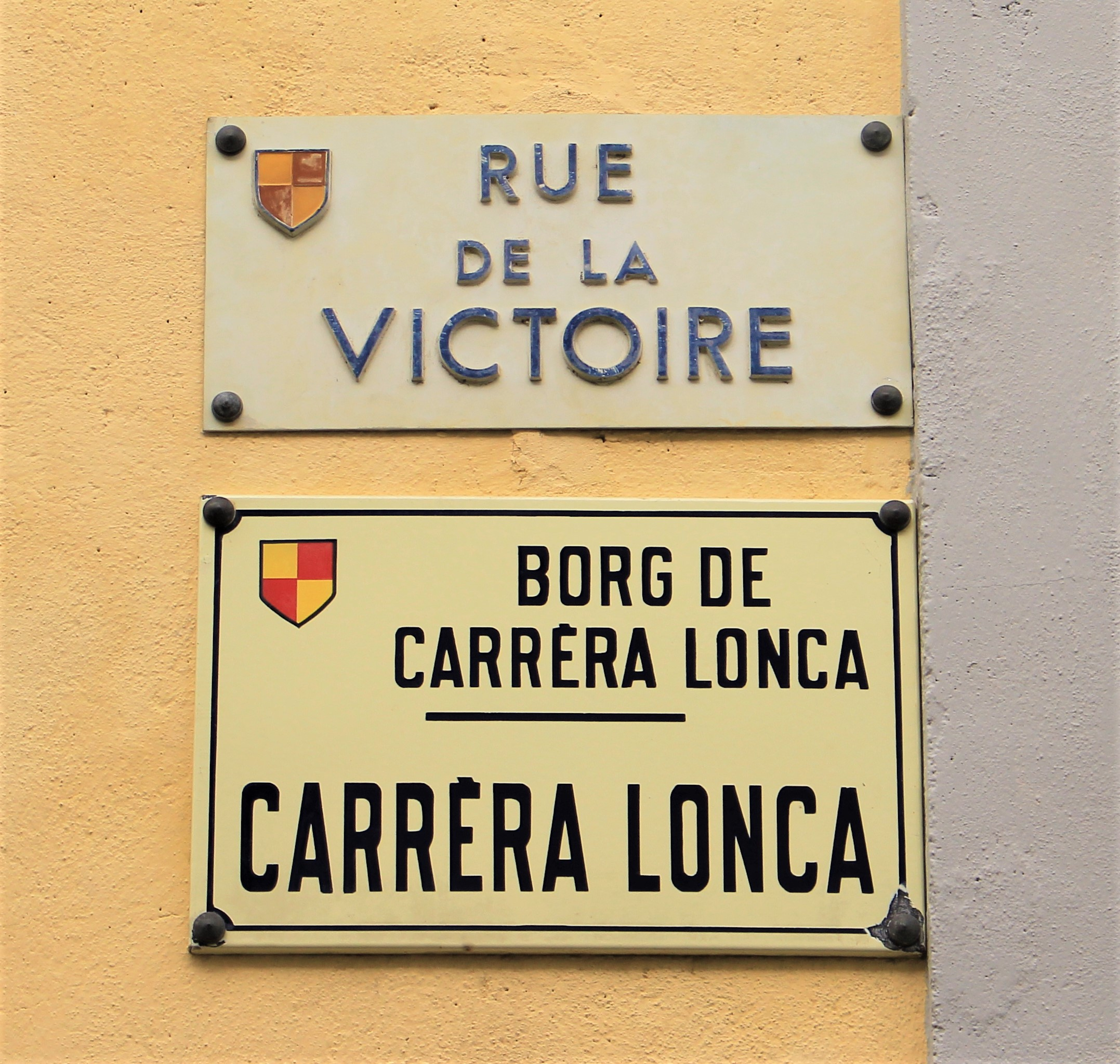
La rue.
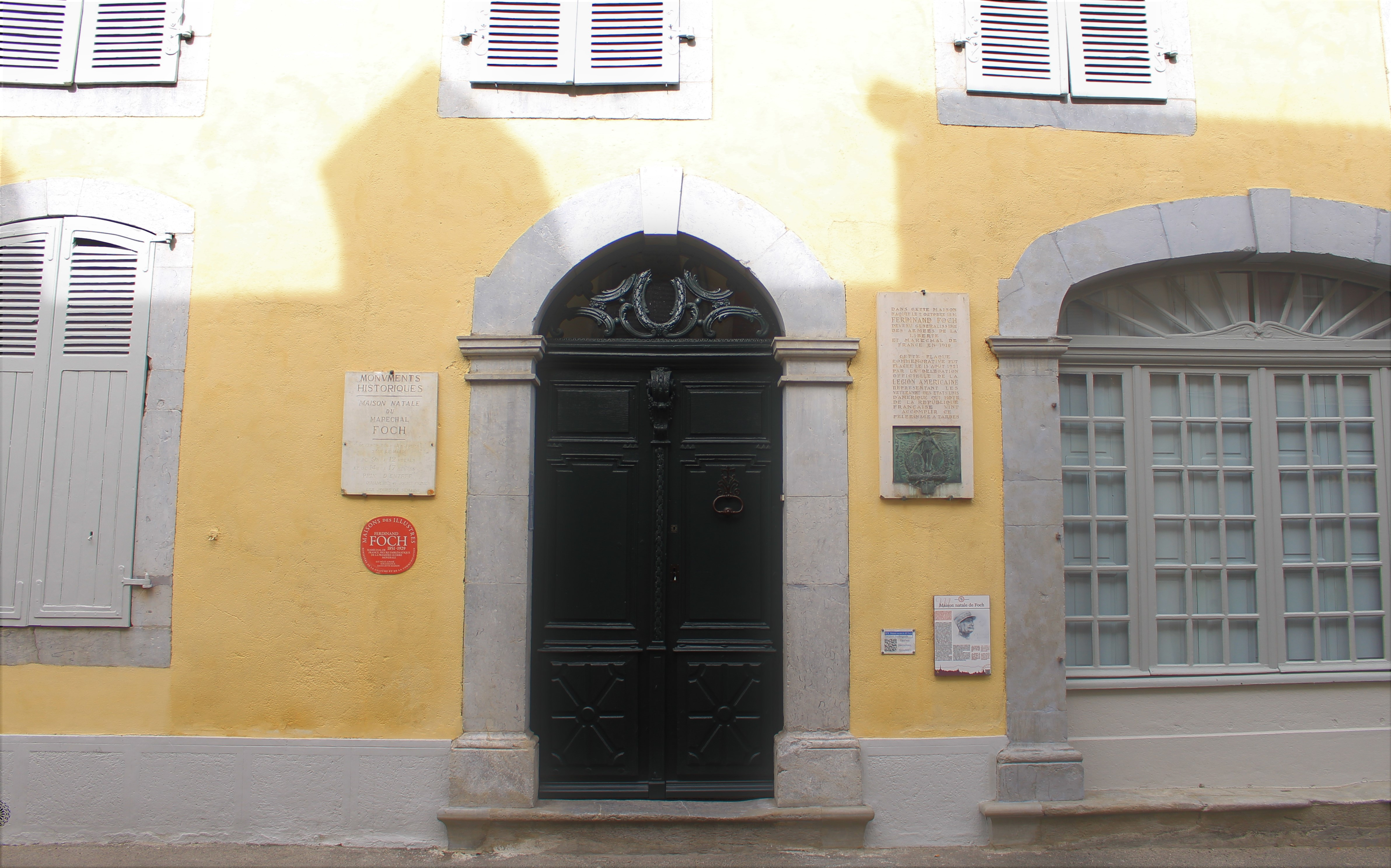
L'entrée.